# 新井丈
新井 丈（あらい じょう、1998年2月10日 - ）は、日本の男性総合格闘家。東京都出身。和術慧舟會HEARTS所属。元修斗世界フライ級王者。元修斗世界ストロー級王者。修斗史上初の2階級同時王者。

## 来歴
2022年9月19日、プロフェッショナル修斗2022 Vol.6の修斗世界ストロー級チャンピオンシップで王者の猿丸ジュンジに挑戦し、1R1分52秒右フックでKO勝利を収め王座獲得に成功。
2023年7月23日、プロフェッショナル修斗2023 Vol.5の修斗世界ストロー級チャンピオンシップでストロー級1位の安芸柊斗と対戦し、1R4分41秒パウンドでKO勝ちを収めて初防衛に成功。
2023年11月19日、プロフェッショナル修斗2023 Vol.7の修斗世界フライ級チャンピオン決定戦でフライ級1位の山内渉と対戦。この試合に伴い、修斗が11月10日に修斗公式ルールの「タイトルを保持したまま他のクラスのチャンピオンシップに出場することは出来ない」という項目を削除したため、本試合は新井の同時2階級制覇がかかった試合として行われ、3R2分55秒パウンドでKO勝ちを収め王座を獲得、修斗史上初の同時2階級制覇を達成した。
2023年12月31日、RIZIN.45でヒロヤと対戦し、2Rにハイキックからスタンドパンチの連打でTKO負け。連勝が11でストップし、4年ぶりの黒星を喫した。
2024年、フライ級の肉体を作るために肉体改造を開始。
2024年9月29日、復帰戦となるRIZIN.48で、EFC2階級同時王者のエンカジムーロ・ズールーと対戦し、ガードの上からハイキックを効かせられスタンドパンチ連打で1RTKO負けを喫した。
2024年11月30日、修斗世界ストロー級王座のベルトを返上。フライ級に専念することを発表した。
2025年5月18日のプロフェッショナル修斗2025 Vol.3で暫定王者の関口祐冬との修斗世界フライ級王座統一戦が予定されていたが、右ハムストリングス損傷、及び、右ハムストリングス内血腫により欠場となったため、修斗世界フライ級王座を返上した。

## 戦績
| 総合格闘技 戦績 | 総合格闘技 戦績 | 総合格闘技 戦績 | 総合格闘技 戦績 | 総合格闘技 戦績 | 総合格闘技 戦績 | 総合格闘技 戦績 |
| --------------- | --------------- | --------------- | --------------- | --------------- | --------------- | --------------- |
| 26 試合         | (T)KO           | 一本            | 判定            | その他          | 引き分け        | 無効試合        |
| 13 勝           | 9               | 1               | 3               | 0               | 1               | 0               |
| 12 敗           | 4               | 8               | 0               | 0               | 1               | 0               |

| 勝敗 | 対戦相手                  | 試合結果                          | 大会名                                                                                  | 開催年月日     |
| ×    | エンカジムーロ・ズールー  | 1R 4:18 TKO（スタンドパンチ連打） | RIZIN.48                                                                                | 2024年9月29日  |
| ×    | ヒロヤ                    | 2R 2:53 TKO（スタンドパンチ連打） | RIZIN.45                                                                                | 2023年12月31日 |
| ○    | 山内渉                    | 3R 2:55 KO（パウンド）            | プロフェッショナル修斗2023 Vol.7 【修斗世界フライ級チャンピオン決定戦】                 | 2023年11月19日 |
| ○    | 安芸柊斗                  | 1R 4:41 KO（パウンド）            | プロフェッショナル修斗2023 Vol.5 【修斗世界ストロー級チャンピオンシップ】               | 2023年7月23日  |
| ○    | 関口祐冬                  | 5分3R終了 判定3-0                 | プロフェッショナル修斗2023 Vol.2                                                        | 2023年3月19日  |
| ○    | 大竹陽                    | 1R 0:49 KO（右ストレート）        | プロフェッショナル修斗2022 Vol.7                                                        | 2022年11月27日 |
| ○    | 猿丸ジュンジ              | 1R 1:52 KO（右フック）            | プロフェッショナル修斗2022 Vol.6 【修斗世界ストロー級チャンピオンシップ】               | 2022年9月19日  |
| ○    | 黒澤亮平                  | 2R 2:12 TKO（ドクターストップ）   | プロフェッショナル修斗2022 Vol.3                                                        | 2022年5月22日  |
| ○    | 木内 “SKINNY ZONBIE” 崇雅 | 1R 4:46 KO（スタンドパンチ連打）  | プロフェッショナル修斗2022 開幕戦                                                       | 2022年1月16日  |
| ○    | 飯野タテオ                | 1R 0:59 KO（パンチ）              | プロフェッショナル修斗2021 Vol.6                                                        | 2021年6月26日  |
| ○    | 津村有哉                  | 5分2R終了 判定3-0                 | プロフェッショナル修斗2020 Vol.7                                                        | 2020年11月23日 |
| ○    | 牧ヶ谷篤                  | 5分2R終了 判定3-0                 | プロフェッショナル修斗2020 Vol.2                                                        | 2020年3月21日  |
| ○    | 大竹陽                    | 2R 2:21 KO（パンチ）              | プロフェッショナル修斗GIG TOKYO Vol.28                                                  | 2019年10月20日 |
| ×    | 内田タケル                | 2R 1:52 スリーパーホールド        | プロフェッショナル修斗30th ANNIVERSARY TOUR 第6戦                                       | 2019年7月15日  |
| ○    | サイモン・シェ            | 1R 4:57 スリーパーホールド        | KROSS×OVER 5                                                                            | 2019年2月24日  |
| ×    | 楳沢智治                  | 2R 4:51 肩固め                    | プロフェッショナル修斗2018開幕戦 【インフィニティリーグ2018ストロー級】                 | 2018年12月15日 |
| ×    | 小巻洋平                  | 1R 1:15 スリーパーホールド        | プロフェッショナル修斗 後楽園ホール大会 【インフィニティリーグ2018ストロー級】          | 2018年7月15日  |
| ×    | ニシダ☆ショー             | 1R 4:02 三角絞め                  | プロフェッショナル修斗GIG TOKYO Vol.25 【インフィニティリーグ2018ストロー級】           | 2018年4月22日  |
| ×    | 箕輪ひろば                | 2R 4:05 スリーパーホールド        | プロフェッショナル修斗 後楽園ホール大会 【インフィニティリーグ2018ストロー級】          | 2018年3月25日  |
| ×    | ワン・チン                | 1R 4:05 ギロチンチョーク          | WLF - W.A.R.S. 18                                                                       | 2017年10月28日 |
| ×    | 牧ヶ谷篤                  | 1R 4:00 腕ひしぎ十字固め          | キングダムエルガイツ立川大会                                                            | 2017年6月18日  |
| ×    | 太田トモアキ              | 2R 4:00 KO（グラウンドパンチ）    | プロフェッショナル修斗THIS is SHOOTO Vol.1                                              | 2017年2月24日  |
| ×    | 聡DATE                    | 2R TKO（グラウンドパンチ）        | CMA KAISER×KINGDOM                                                                      | 2016年10月15日 |
| ×    | sanlang gexi              | 2R 3:35 リアネイキッドチョーク    | WLF-W.A.R.S.8                                                                           | 2016年9月28日  |
| ○    | 楳沢智治                  | 2R 0:24 KO（パンチ連打→パウンド） | プロフェッショナル修斗 後楽園ホール大会                                                 | 2016年5月28日  |
| △    | 小川竜輔                  | 5分2R終了 判定1-0                 | プロフェッショナル修斗 後楽園ホール大会 【2016年度新人王決定トーナメント1回戦フライ級】 | 2016年3月21日  |

### 試合映像
1. ↑  『2023年11月19日  第10試合 新井丈vs山内渉』修斗 公式Youtubeチャンネル、2023年。
2. ↑  『【試合映像】新井丈 vs  ヒロヤ / Jo Arai vs. Hiroya - RIZIN.45』RIZIN公式YouTubeチャンネル、2023年。

### 補足映像
1. ↑  『【番組】RIZIN CONFESSIONS  #140（※番組内で試合映像＆ヒロヤと新井丈による試合振り返りドキュメンタリー番組）』RIZIN公式YouTubeチャンネル、2023年。
2. ↑  『【番組】RIZIN CONFESSIONS #164（※番組内で試合映像＆新井丈とエンカジムーロ・ズールーによる試合振り返りドキュメンタリー番組）』RIZIN公式YouTubeチャンネル、2024年。

## 獲得タイトル
- 第10代修斗世界ストロー級王座（2022年）
- 第9代修斗世界フライ級王座（2023年）